# Stemmops belavista
Stemmops belavista är en spindelart som beskrevs av Marques och Buckup 1996. Stemmops belavista ingår i släktet Stemmops och familjen klotspindlar. Inga underarter finns listade i Catalogue of Life.